# Aku Korhonen
August Aleksander ”Aku” Korhonen, född 29 december 1892 i Kexholm, död 5 september 1960 i Helsingfors, var en finsk skådespelare.
Han tilldelades Pro Finlandia-medaljen 1948.
Korhonen är begravd på Sandudds begravningsplats i Helsingfors.

## Filmografi i urval
- Suursalon häät (1924)
- Korkein voitto (1929)
- Kajastus (1930)
- Tukkipojan morsian (1931)
- Sininen varjo eli keskiyön murha (1933)
- Helsingin kuuluisin liikemies (1934)
- Onnenpotku (1936)
- Kaikenlaisia vieraita (1936)
- Pohjolaisia (1936)
- Asessorin naishuolet (1937)
- Lapatossu (1937)
- Vieras mies tuli taloon (1937)
- Tulitikkuja lainaamassa (1938)
- Olenko tullut haaremiin (1938)
- Nummisuutarit (1938)
- Halveksuttu (1939)
- Jumalan tuomio (1939)
- Takki ja liivit pois (1939)
- Lapatossu ja Vinski olympia-kuumeessa (1939)
- Helmikuun manifesti (1939)
- Pikku pelimanni (1939)
- Suotorpan tyttö (1940)
- SF-paraati (1940)
- Tavaratalo Lapatossu & Vinski (1940)
- Yövartija vain (1940)
- Täysosuma (1941)
- Jos oisi valtaa... (1941)
- Onni pyörii (1942)
- Avioliittoyhtiö (1942)
- Uuteen elämään (1942)
- August järjestää kaiken (1942)
- Tuomari Martta (1943)
- Valkoiset ruusut (1943)
- Yrjänän emännän synti (1943)
- Vaivaisukon morsian (1944)
- Nainen on valttia (1944)
- Ristikon varjossa (1945)
- Rakkauden uhri (1945)
- Matkalla seikkailuun (1945)
- Kirkastuva sävel (1946)
- Kuudes käsky (1947)
- Pikajuna pohjoiseen (1947)
- Särkelä itte (1947)
- Laitakaupungin laulu (1948)
- Pikku pelimannista viulun kuninkaaksi (1949)
- Prinsessa ruusunen (1949)
- Kalle-Kustaa korkin seikkailut (1949)
- Orpopojan-valssi (1950)
- Amor-hoi (1950)
- Köyhä laulaja (1950)
- Tapahtui kaukana (1950)
- Lakeuksien lukko (1951)
- Sadan miekan mies (1951)
- Kvinnan bakom allt (1951)
- Noita palaa elämään (1952)
- Sillankorven emäntä (1953)
- Me tulemme taas (1953)
- Morsiusseppele (1954)
- Rakastin sinua, Hilde (1954)
- Leena (1954)
- Onni etsii asuntoa (1955)
- Minä ja mieheni morsian (1955)
- Tähtisilmä (1955)
- Kukonlaulusta kukonlauluun (1955)
- Lähellä syntiä (1955)
- Silja, nuorena nukkunut (1956)
- Musta rakkaus (1957)
- Vieras mies (1957)